# 西日本鉄道柏原自動車営業所

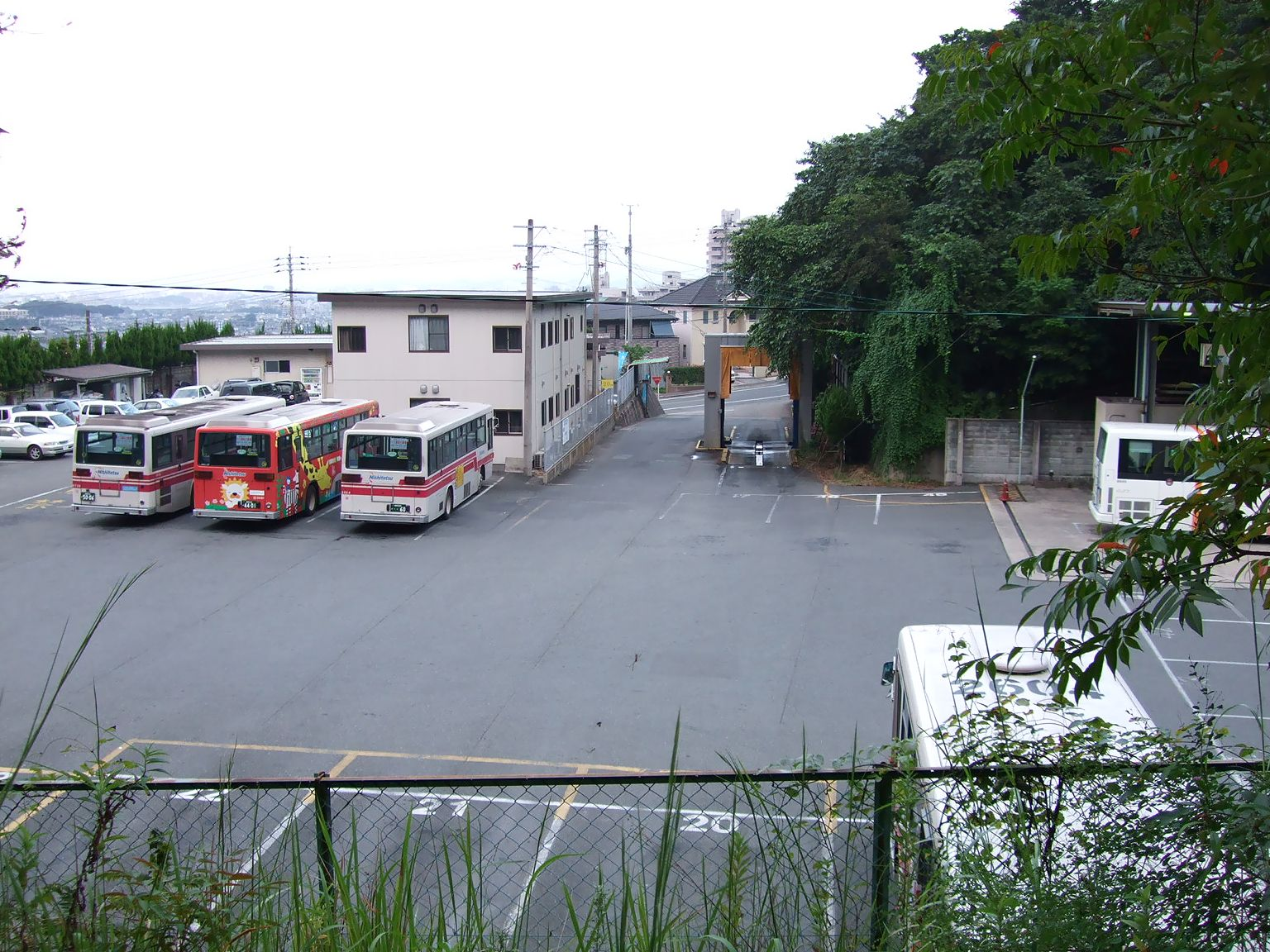
柏原営業所（裏側）

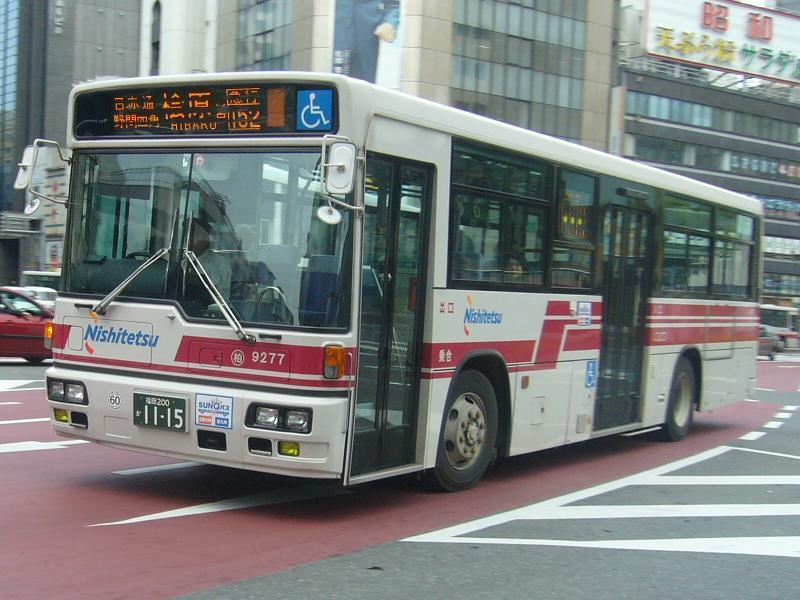
柏原営業所所属車両

柏原自動車営業所（かしわらじどうしゃえいぎょうしょ）は、西日本鉄道のバス営業所の一つで、主に福岡市都心部と南区西部を結ぶ路線を担当する。営業所表記は○柏。
手狭となった長住営業所から移転し、桧原営業所柏原営業区として営業を開始したが、乗番数の増加に伴い営業所へ格上げされた。

## 管轄路線
- 2024年11月4日現在の路線（太字は終点・始発停留所）

### 野間～天神線
桧原・柏原・長住地区と天神方面・大橋駅を野間経由で結ぶ路線。一部路線を除く大半が桧原営業所との共同運行。
- ■□■ 51／■1（明治通→吉塚営業所・九大病院間）
  - 桧原営業所 - 自動車免許試験場前 - 皿山一丁目 - 野間四角 - 西鉄高宮駅 - 西鉄平尾駅 - 薬院大通り - 警固町 - 赤坂門 - 天神 - 呉服町 - 千代町 - 県庁前 - 吉塚営業所
  - 柏原営業所 - 柏陵高校前 - 自動車免許試験場前 - 皿山一丁目 - 野間四角 - 西鉄高宮駅 - 西鉄平尾駅 - 薬院大通り - 警固町 - 赤坂門 - 天神 - 呉服町 - 千代町 - 県庁前 - 吉塚営業所
  - 柏原営業所 - 柏陵高校前 - 自動車免許試験場前 - 皿山一丁目 - 野間四角 - 西鉄高宮駅 - 西鉄平尾駅 - 薬院大通り - 警固町 - 赤坂門 - 天神 - 呉服町 - 千代町 - 県庁前 - 九大病院
  - 柏原営業所←柏陵高校前←自動車免許試験場前←皿山一丁目←野間四角←西鉄高宮駅←西鉄平尾駅←薬院大通り←警固町←赤坂門←天神←呉服町←千代町←県庁前←吉塚駅（構内）（平日ダイヤ下りのみ）
  - 柏原営業所 - 柏陵高校前 - 自動車免許試験場前 - 皿山一丁目 - 野間四角 - 西鉄高宮駅東口
- ■ 特別快速51／快速1（明治通→九大病院）（特別快速区間　野間大池→千代町）
  - 柏原営業所→（この間全停留所に停車）→野間大池→野間三丁目→野間四角→西鉄高宮駅→西鉄平尾駅→薬院大通り→警固町→赤坂門→西鉄グランドホテル前→天神大和証券前→川端町・博多座前→呉服町→千代町→（この間全停留所に停車）→九大病院

51番特別快速は平日朝のみの運行。
- ■□■ 52／■1（明治通→吉塚営業所）
  - 桧原営業所 - 松本池 - 長住六丁目 - 長住三丁目 - 野間四角 - 西鉄高宮駅 - 西鉄平尾駅 - 薬院大通り - 警固町 - 赤坂門 - 天神 - 呉服町 - 千代町 - 県庁前 - 吉塚営業所
  - 柏原営業所 - 柏陵高校前 - 松本池 - 長住六丁目 - 長住三丁目 - 野間四角 - 西鉄高宮駅 - 西鉄平尾駅 - 薬院大通り - 警固町 - 赤坂門 - 天神 - 呉服町 - 千代町 - 県庁前 - 吉塚営業所
  - 柏原営業所 - 柏陵高校前 - 松本池 - 長住六丁目 - 長住三丁目 - 野間四角 - 西鉄高宮駅東口
- ■■52-1

桧原営業所 - 松本池 - 長住六丁目 - 長住三丁目 - 寺塚 - 野間四角 - 西鉄高宮駅 - 西鉄平尾駅 - 薬院大通り - 警固町 - 赤坂門 - 天神
- 無番
  - 九大病院→吉塚駅（構内）

平日夕方1本のみの運行。かつて逆の便は九大病院構内に乗り入れていたが、現在は九大病院構内へは乗り入れていない。
- ■■ 区1
  - 柏原営業所 - 柏陵高校前 - 自動車免許試験場前 - 皿山一丁目 - 野間四角 - 南区役所 - 西鉄大橋駅

平日のみ運行。
- ■■ 区2
  - 桧原営業所 - 自動車免許試験場前 - 長住六丁目 - 長住三丁目 - 野間四角 - 南区役所 - 西鉄大橋駅

区1同様平日のみ運行。そのため桧原・柏原営業所発着の西鉄大橋駅行きは平日のみの運行となっている（なお区2のみ2020年10月1日改正までは土日祝日も運行されていた）。

### 小笹・小笹団地線
長尾、小笹、動物園 - 天神、博多駅を結ぶ路線。
- ■■ 56／■3（大名二丁目→博多駅間）
  - 柏原営業所 - 柏陵高校前 - 下長尾 - 小笹 - 動物園前 - 薬院大通り - 警固町 - 赤坂門 - 天神 - 呉服町 - 博多駅
  - 桧原営業所 - 下長尾 - 小笹 - 動物園前 - 薬院大通り - 警固町 - 赤坂門 - 天神 - 呉服町 - 博多駅
- ■■ 57／■3（大名二丁目→博多駅間）
  - 柏原営業所 - 柏陵高校前 - 下長尾 - 小笹 - 桜坂 - 薬院大通り - 警固町 - 赤坂門 - 天神 - 呉服町 - 博多駅
  - 桧原営業所 - 下長尾 - 小笹 - 桜坂 - 薬院大通り - 警固町 - 赤坂門 - 天神 - 呉服町 - 博多駅
  - ■ 快速57-1／■3（大名二丁目→博多駅間）（快速区間　小笹→筑紫女学園前）
  - 桧原営業所→（この間全停留所に停車）→ 小笹→小笹団地東門→桜坂→筑紫女学園前→警固町→（この間全停留所に停車）→天神→（この間全停留所に停車）→博多駅
  - 桧原営業所→（この間全停留所に停車）→ 小笹→小笹団地東門→桜坂→筑紫女学園前→警固町→（この間全停留所に停車）→天神→（この間全停留所に停車）→博多駅
- ■ 58
  - 桧原営業所←下長尾←小笹二丁目←小笹←動物園前←薬院大通り←薬院駅前←渡辺通一丁目←住吉←博多駅

#### 柏原三丁目系統
1970年に造成された高台の住宅地を通る路線。柏原営業所 - 桧原営業所間の回送バスを住宅地に乗り入れる形で営業化したものである。高齢化が進む住民からの要望に対して福岡市が公共交通導入の検討を支援し、2014年4月1日より北公園前・柏原三丁目のバス停を新設し試験運行を開始。2015年4月1日より、柏原三丁目から柏原営業所方面へ向かう際に停車する古野バス停を新設し、乗継の便宜を図るとともに、公的支援のない本格運行を開始した。
関係者の利用促進策により利用が定着したことや、「バス友」が形成され地域コミュニティの向上にも貢献したことなどが評価され、2017年に柏原校区自治協議会・西鉄・福岡市の3者が地域公共交通優良団体として国土交通大臣表彰を受賞。
日祝日は運休する。
- ■■ 無番
  - 柏原営業所 - 柏陵高校前 - 柏原三丁目 - 桧原営業所

### 小笹〜天神線
- ■■ 快速 59／■1（天神→箱崎三丁目・吉塚営業所間）（快速区間　渡辺通一丁目 - 千代町）
  - 柏原営業所 - 柏陵高校前 - 下長尾 - 小笹二丁目 - 小笹 - 西鉄平尾駅 - 薬院大通り - 薬院駅前 - 渡辺通一丁目 - 天神 - 呉服町 - 千代町 - 県庁前 - 吉塚営業所
  - 柏原営業所→柏陵高校前→下長尾→小笹二丁目→小笹→西鉄平尾駅→薬院大通り→薬院駅前→渡辺通一丁目→天神→呉服町→千代町→県庁前→箱崎三丁目

片江営業所の54番と共に54-1番の送り込みとして運行されている
- ■■ 快速 54-1／■54（笹丘一丁目→天神間）／■1（天神→吉塚営業所間）（快速区間　渡辺通一丁目 - 千代町）
  - 福岡タワー（TNC放送会館） - 九州医療センター - 西新四丁目 - 鳥飼 - 六本松二丁目 - 笹丘一丁目 - 小笹 - 西鉄平尾駅 - 薬院大通り - 薬院駅前 - 渡辺通一丁目 - 天神 - 呉服町 - 千代町 - 県庁前 - 吉塚営業所
  - 福岡タワー（TNC放送会館）←九州医療センター←西新四丁目←鳥飼←六本松二丁目←笹丘一丁目←小笹←西鉄平尾駅←薬院大通り←薬院駅前←渡辺通一丁目←天神←呉服町←千代町←県庁前←箱崎三丁目

### 野間快速線

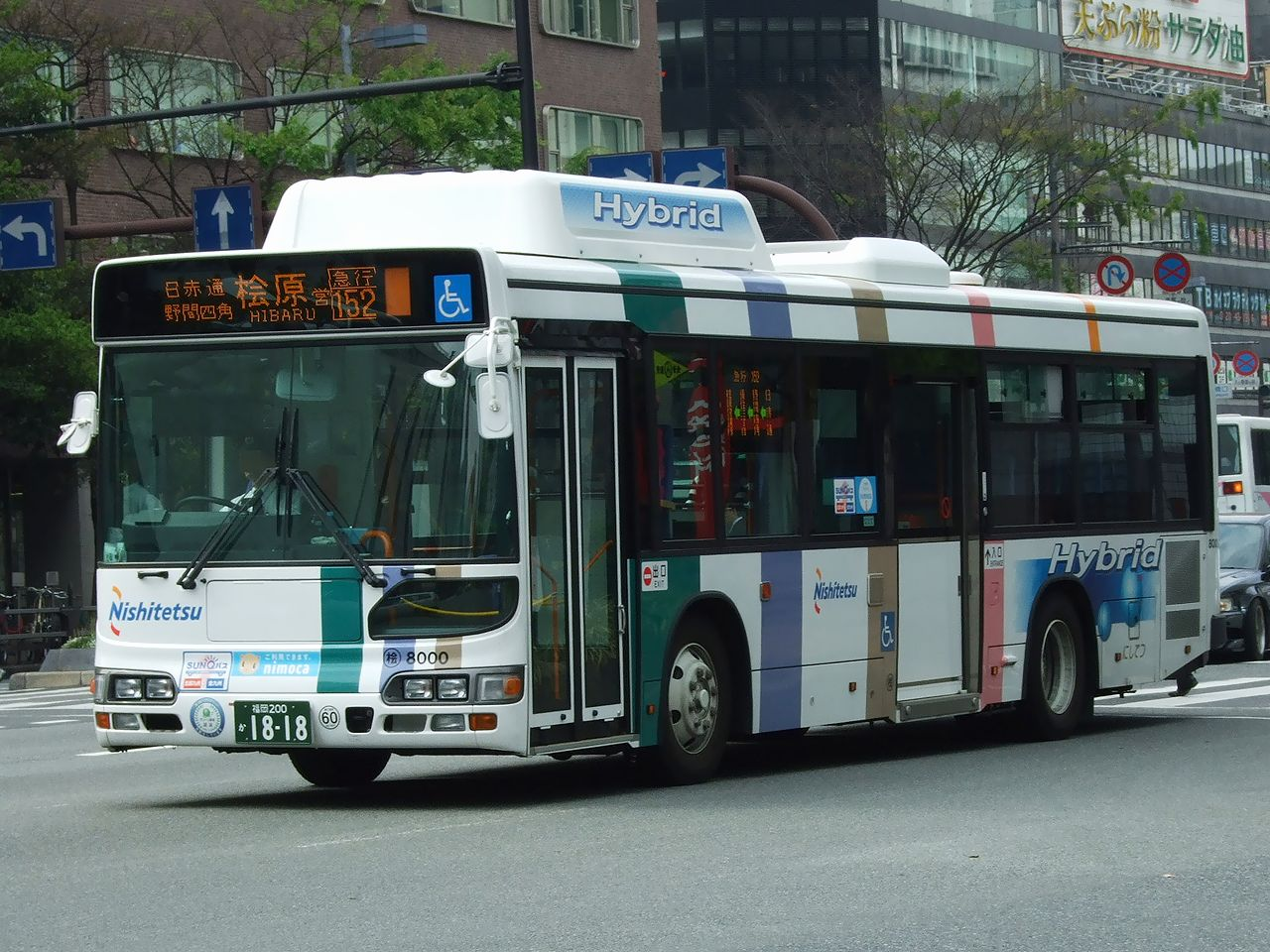
急行152番 桧原営業所行き
（天神交差点）

柏原・桧原地区 - 天神・福岡タワー・中央ふ頭間を、日赤通り経由で結ぶ路線。桧原営業所との共同運行。
- ■■ 快速151／■80（渡辺通一丁目→中央ふ頭クルーズセンター間）／■W1（清水町→福岡タワー間）（快速区間：清水町 - 天神・みずほPayPayドーム）
  - 桧原営業所 - 自動車免許試験場前 - 皿山一丁目 - 野間四角 - 清水町 - 日赤前 - 那の川 - 渡辺通一丁目 - 天神 - （天神北RP - 都市高速 - 西公園RP） - 伊崎 - みずほPayPayドーム - 九州医療センター - 福岡タワー（TNC放送会館）
  - 柏原営業所 - 柏陵高校前 - 自動車免許試験場前 - 皿山一丁目 - 野間四角 - 清水町 - 日赤前 - 那の川 - 渡辺通一丁目 - 天神 - 市民ホール - 国際会議場サンパレス前 - マリンメッセ前 - 博多港国際ターミナル（中央ふ頭） - 中央ふ頭クルーズセンター
- ■■ 快速152／■80（渡辺通一丁目→中央ふ頭クルーズセンター間）／■W1（清水町→福岡タワー間）（快速区間：清水町 - 天神・みずほPayPayドーム）
  - 桧原営業所 - 松本池 - 長住六丁目 - 長住三丁目 - 野間四角 - 清水町 - 日赤前 - 那の川 - 渡辺通一丁目 - 天神 （天神北RP - 都市高速 - 西公園RP） - 伊崎 - みずほPayPayドーム - 九州医療センター - 福岡タワー（TNC放送会館）
  - 柏原営業所 - 柏陵高校前 - 松本池 - 長住六丁目 - 長住三丁目 - 野間四角 - 清水町 - 日赤前 - 渡辺通一丁目 - 天神（天神北RP - 都市高速 - 西公園RP） - 伊崎 - みずほPayPayドーム - 九州医療センター - 福岡タワー（TNC放送会館）
  - 桧原営業所 - 松本池 - 長住六丁目 - 長住三丁目 - 野間四角 - 清水町 - 日赤前 - 那の川 - 渡辺通一丁目 - 天神 - 市民ホール - 国際会議場サンパレス前 - マリンメッセ前 - 博多港国際ターミナル（中央ふ頭） - 中央ふ頭クルーズセンター

## 過去の路線

### 小笹・小笹団地線
- ■ 快速56（快速区間　小笹→薬院大通、博多駅行きは大名二丁目から3番として運行されていた）2012年7月23日に廃止
  - 柏原営業所→柏陵高校前→桧原運動公園前→桧原三角→桜町→上長尾→長丘五丁目→下長尾→小笹→教会前→薬院大通→薬院二丁目→警固町→赤坂門→西鉄グランドホテル前→天神→東中洲→土居町→呉服町→祇園町→博多駅（→博多駅前）
- ■■ 56（→3）特別快速 ※季節運行
  - もーもーらんど油山牧場 - 桧原三ツ角 - 下長尾 - 小笹 - 動物園前 - 赤坂門 - 天神 - 川端町・博多座前 - 呉服町 - 博多駅

2017年3月25日に季節運行として開設。本数は土日祝日5往復であった。冬期運休の後、2018年11月25日の運行を最後に運行終了となった。（桧原営業所と共同運行）

### 野間（長住）線
- ■ 52（深夜バス）
  - 柏原営業所←柏陵高校前←古野←柏原←自動車免許試験場前←長住六丁目←長住三丁目←長住二丁目←長住一丁目←野間大池←野間四角←西鉄高宮駅←平尾←薬院大通り←警固町←赤坂門←天神地区（天神協和ビル前←天神高速バスターミナル・三越前

### 小笹〜天神線
- ■■ 快速 59／■1（天神→箱崎三丁目間）（快速区間　渡辺通一丁目 - 千代町）
  - （59番:現行路線 柏原営業所 - 警察本部前・九大病院入口）←箱崎三丁目
- ■■ 快速 54-1／■54（笹丘一丁目→天神間）／■1（天神→箱崎三丁目間）（快速区間　渡辺通一丁目 - 千代町）
  - （54-1番:現行路線 福岡タワー（TNC放送会館） - 警察本部前・九大病院入口）→箱崎三丁目

## 車両
- 路線車
  - 大型車は日産ディーゼルと日野、いすゞの配置。なお、当営業所は開設以来中型車の配置はない唯一の営業所となっている。2011年12月に日野ブルーリボンⅡが、2014年3月には三菱ふそうエアロスターノンステップが配置された。以後三菱ふそう・日野を中心に配置されている。

- 貸切車
  - 過去には、営業所近隣の送迎用としていすゞガーラHD、スクールバス用として日産ディーゼルの（西工B型）が配置されていたが、現在は他営業所転出もしくは廃車で配置なし。
  - 貸切登録車として、一般路線で使用されている三菱ふそうエアロスター（車番3291）がいる。